# Onobrychis nemecii
Onobrychis nemecii là một loài thực vật có hoa trong họ Đậu. Loài này được Sirj. miêu tả khoa học đầu tiên.